# Wolfgang Niedecken

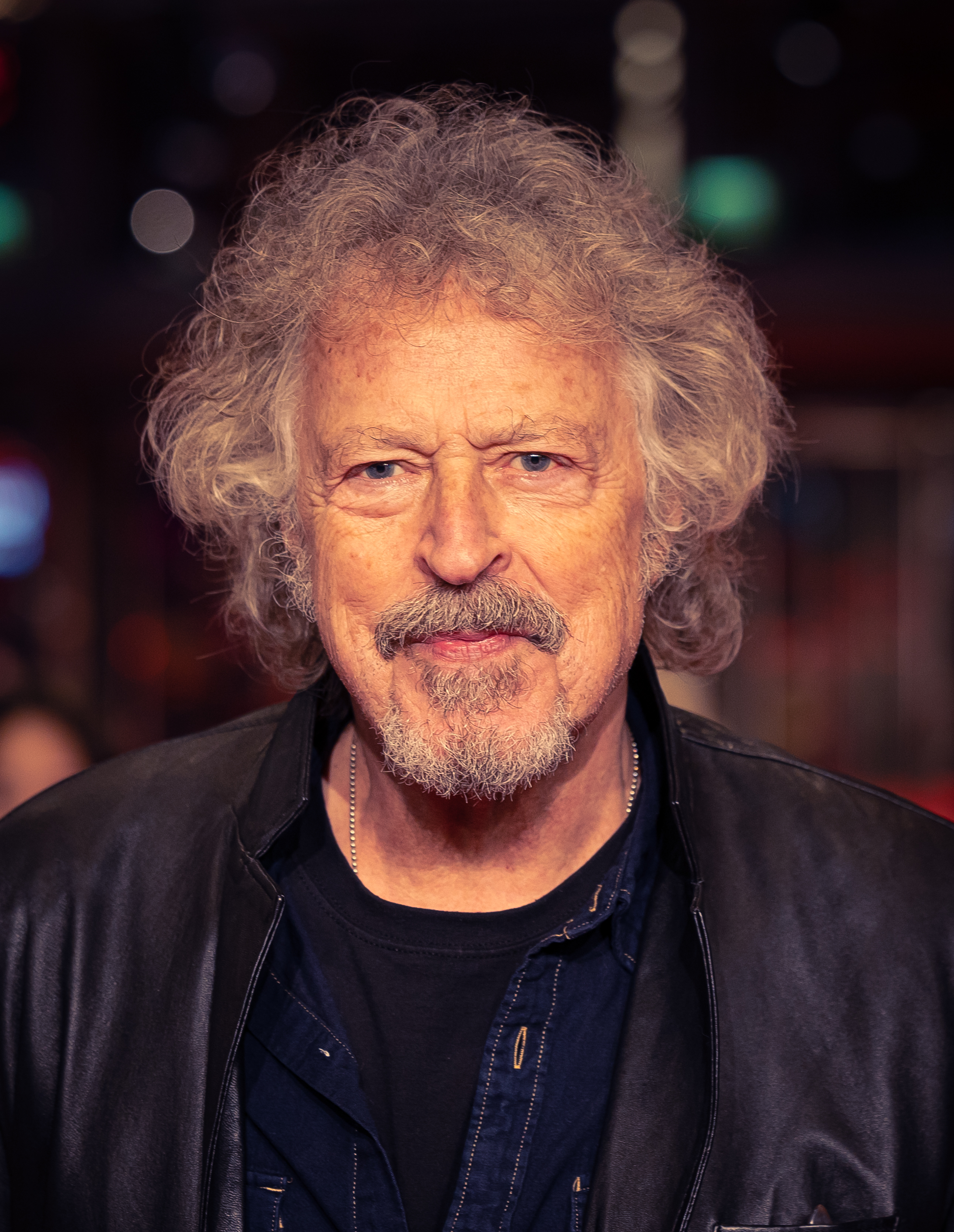
Wolfgang Niedecken (2025)

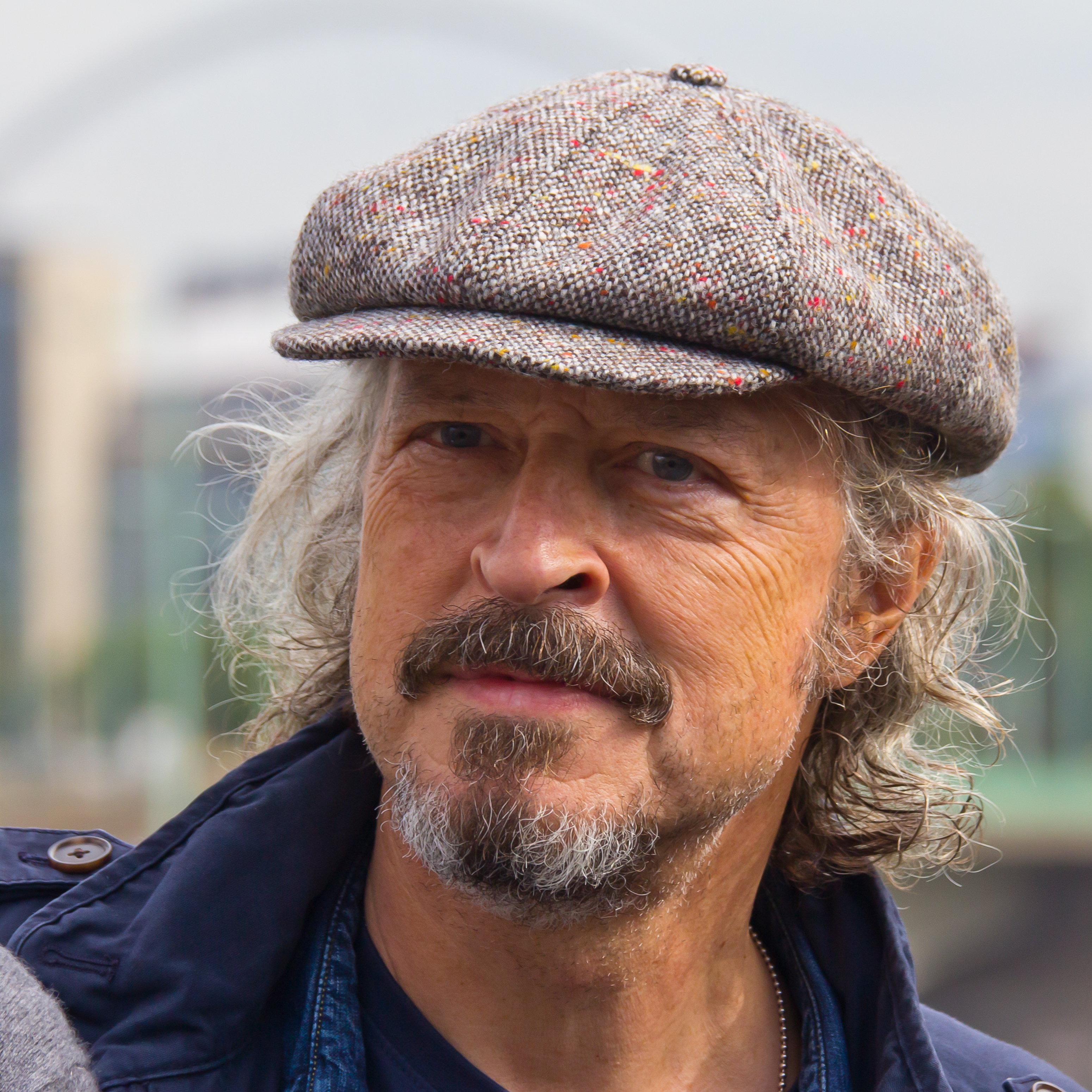
Wolfgang Niedecken (2012)

Wolfgang Niedecken (* 30. März 1951 in Köln) ist ein deutscher Musiker und Maler. 1976 gründete er die Kölschrock-Band BAP. Bis heute ist er Sänger, Texter, Komponist und Frontmann der Gruppe und das einzig verbliebene Gründungsmitglied. Zudem nahm er sechs Soloalben auf. Niedecken gehört zu den wesentlichen Protagonisten, die die kölsche Sprache über die regionalen Grenzen hinaus bekanntgemacht haben.
Ein weiterer Schwerpunkt seiner künstlerischen Tätigkeit ist seit den frühen 1970er Jahren die Malerei. Er studierte Freie Malerei und Kunstgeschichte und hatte zahlreiche Ausstellungen im In- und Ausland. Niedecken ist auch bekannt für sein soziales und politisches Engagement, für das er 2013 mit dem Bundesverdienstkreuz 1. Klasse ausgezeichnet wurde.

## Leben und Werk

### Jugend

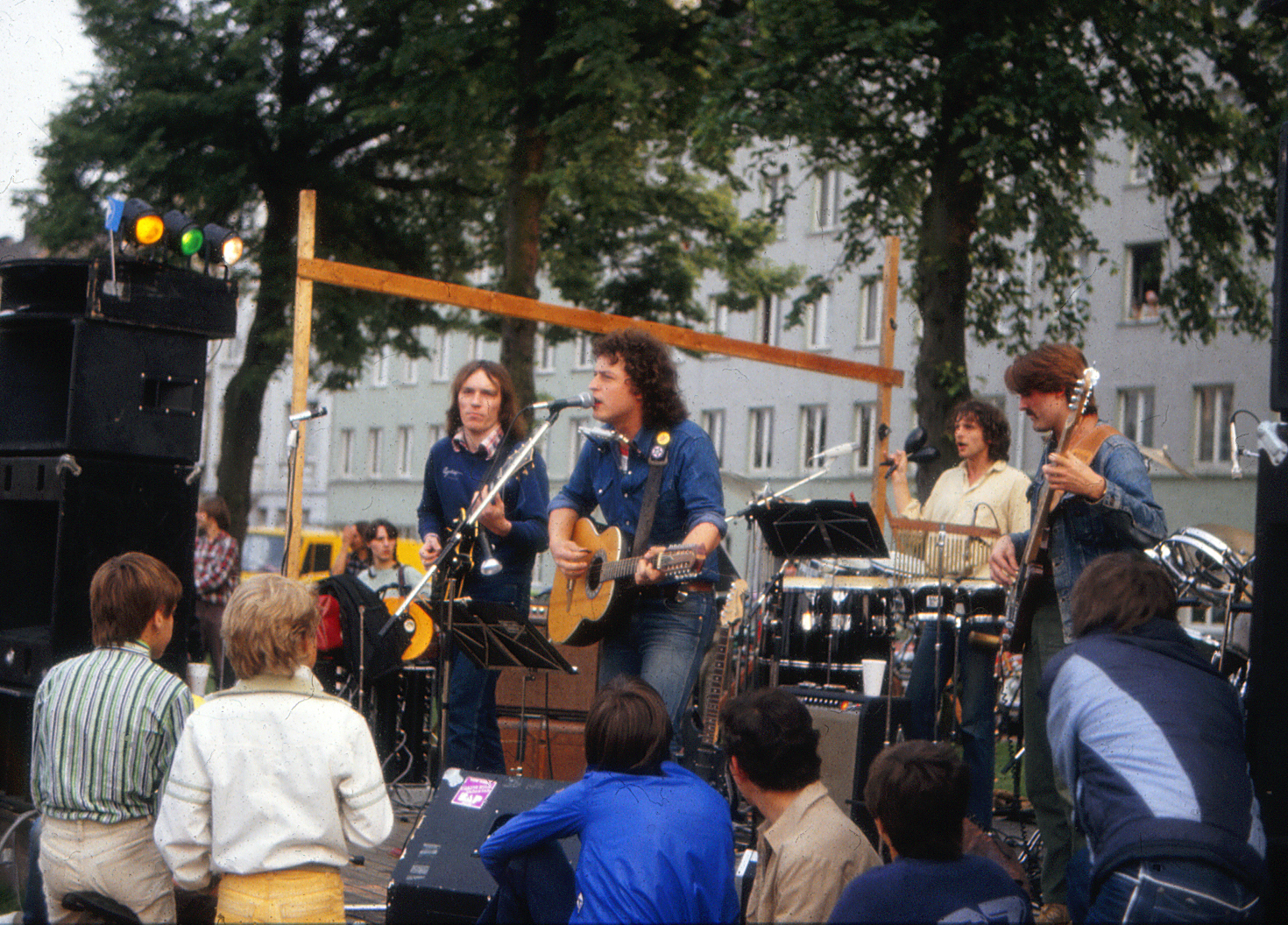
Wolfgang Niedecken mit BAP (1980)

Wolfgang Niedecken wurde 1951 in Köln als Sohn des Ende der 1930er Jahre aus Unkel nach Köln zugezogenen Winzersohns und Kaufmanns Josef Niedecken (1904–1980) geboren. Dieser betrieb in zweiter Ehe mit seiner Kölner Ehefrau Hubertine (Tinny) Platz an der Severinstorburg einen Lebensmittelhandel. Er beschrieb den Vater, der Mitläufer in der NSDAP gewesen war, als „erzkatholisch“. Niedecken hat aus der ersten Ehe seines Vaters einen 20 Jahre älteren Halbbruder.
Von April 1962 bis 1970 besuchte Niedecken das Konvikt St. Albert, ein Internat der Pallottiner in Rheinbach, wo er wohnte. Er besuchte das Städtische Gymnasium Rheinbach, spielte ab 1966 in der Schülerband The Convikts und sang danach bei The Troop, die er 1969 verließ. Danach war er bis 1971 Sänger bei Goin’ Sad, einer Gruppe, die von Klaus, dem Geiger in die Teestube Tabernakel zu einer Session eingeladen worden war. Klaus, der Geiger war es auch, der ihn veranlasste, sich bei den Demonstrationen für Stollwerck zu engagieren.

### Studium und Karriere
Niedeckens erste Plattenaufnahme entstand 1969 mit dieser Band auf der EP Hans Daniels präsentiert Bonner Beat Bands. Der erste Titel Satin Rose wurde von Niedecken geschrieben und 1969 in den Heinz Gietz gehörenden Kölner Cornet-Tonstudios aufgenommen. Die EP mit einer Auflage von 500 Stück und vier Stücken enthielt progressiven Rock mit Funkelementen, war jedoch ausschließlich für Promotionszwecke gedacht und kam deshalb nie in den Handel.
Ohne Abitur studierte er ab 1970 nach bestandener Aufnahmeprüfung zur Begabtenförderung freie Malerei an den Kölner Werkschulen der FH Köln und schloss das Studium 1974 mit dem Examen und einem Studienaufenthalt in New York City bei Howard Kanovitz und Larry Rivers ab.  Niedecken ist bis heute aktiver bildender Künstler, der die meisten BAP-Plattencover gestaltet hat und darüber hinaus auch eigene Ausstellungen präsentiert.
Nach dem Studium leistete er den Zivildienst ab. Er fuhr in Köln Essen auf Rädern aus und arbeitete nachmittags in einer Altentagesstätte. Während dieser Zeit schrieb er auch seinen ersten kölschen Songtext mit dem Titel Leev Frau Herrmann, in dem er über eine von ihm betreute Frau singt. 1977 schrieb er den Song Helfe kann dir keiner, um mit diesem Stück seinen Liebeskummer zu verarbeiten, nachdem eine Jugendliebe nach vielen Jahren in die Brüche gegangen war. Zu diesem Lied hatten ihn die Akkorde des Songs Cowgirl in the Sand von Neil Young auf dem Album 4 Way Street von 1971 inspiriert.

### BAP und Solo
1976 begannen Proben mit einer namenlosen Freizeitcombo, die im Juli 1977 unter ihrem heutigen Namen BAP erstmals im Mariensaal in Köln-Nippes auftrat. Nach Niedeckens Darstellung geht der Name BAP auf seine Erzählungen über seinen Vater (Kölsch: Bapp = Papa) zurück, mit denen er die anderen Bandmitglieder belustigt habe. Es folgten 1978 erste Auftritte mit der Band, doch tourte er daneben auch als Solist mit Gitarre und Mundharmonika. Das brachte ihm den Beinamen des „kölschen Dylan“ ein, nicht zuletzt wegen der großen Affinität, die Niedecken zu Dylan hegte, der ihn ganz entscheidend in seiner Entwicklung als Songwriter geprägt hat.
Wichtige Resonanz brachte der Auftritt Niedeckens im April 1979 in der Mülheimer Stadthalle, wo er das Vorprogramm der Schmetterlinge bestritt. Als im Oktober 1979 im Kölner Studio am Dom die LP Wolfgang Niedecken’s BAP rockt andere kölsche Leeder entstand, gelang noch im selben Jahr mit BAP der Durchbruch. Niedecken avancierte zum wichtigsten Songwriter der Band und verfasste kölsche Texte auch zu Titeln von Bob Dylan.
In der WDR-Sendung Kölner Erinnerungen aus 40 Jahren traf er 1984 Heinrich Böll, woraus eine Freundschaft entstand. Zusammen mit Trude Herr und Tommy Engel sang er 1987 das Lied Niemals geht man so ganz. Im März 1987 brachte er sein erstes Soloalbum unter dem Titel Schlagzeiten heraus, auf dem ihn befreundete Musiker begleiten. Zwischen März und April 1989 war Niedecken zu Gast bei einer kölschen Live-Session der Gruppe Bläck Fööss im Kölner Millowitsch-Theater. Der Konzertmitschnitt wurde auf der Doppel-CD Bläck Fööss & Fründe veröffentlicht.
1992 wirkte er als Texter, Komponist, Gitarrist und Produzent an der Soloplatte von Jürgen Zeltinger (Solo-Plaat) mit. Im selben Jahr verfasste er den kölschen Text zur Anti-Rassismus-Hymne Arsch huh, Zäng ussenander, die nach Veröffentlichung im Februar 1992 in die deutsche Hitparade gelangte. Im Februar 1995 erschien ein weiteres Soloalbum unter dem Titel Leopardefell, das auf Kölsch gesungene Dylan-Songs enthält. Seine dritte Soloproduktion, Niedecken Köln, die er zusammen mit der Bigband des WDR aufnahm, folgte 2004.

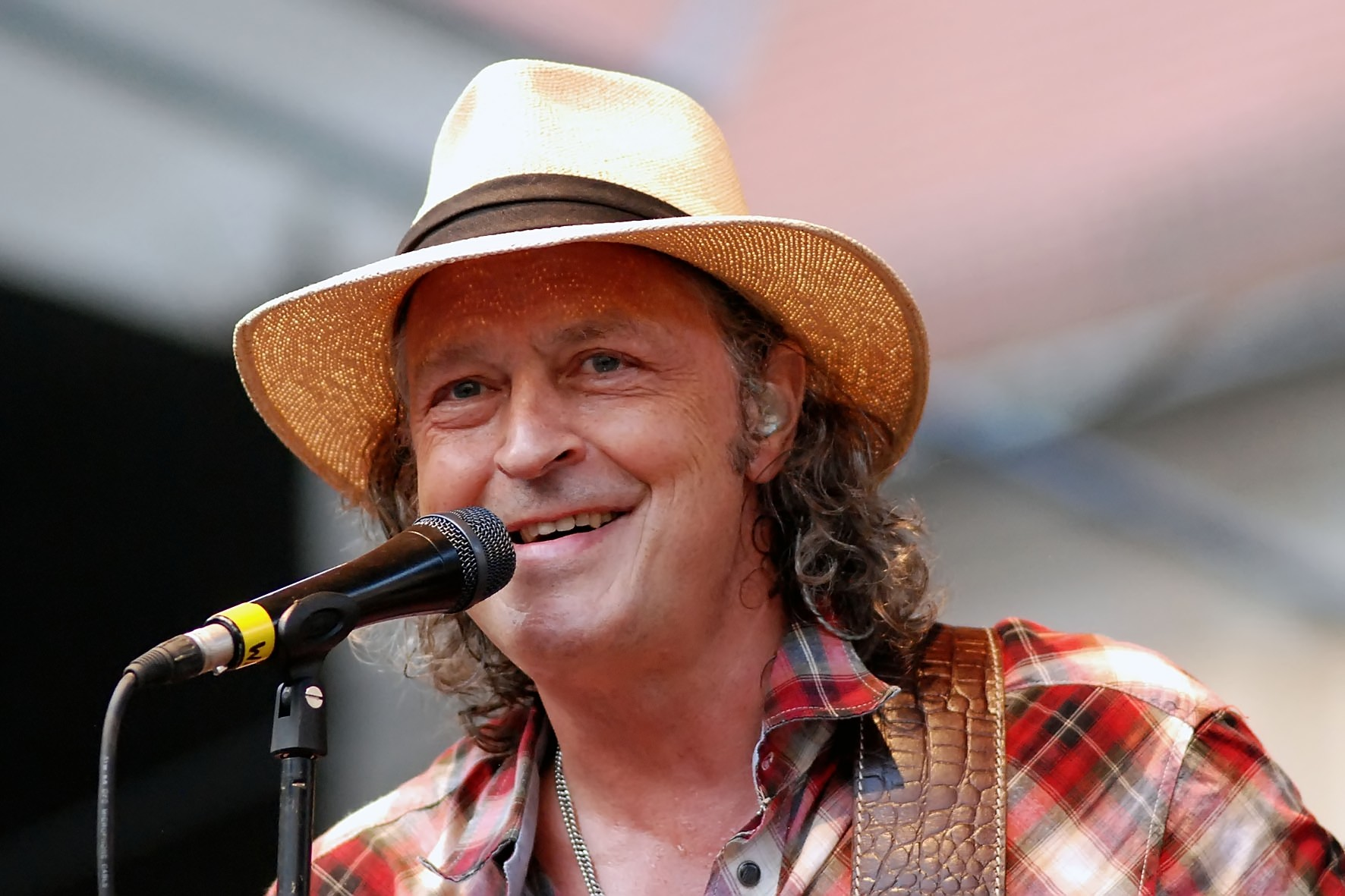
Wolfgang Niedecken (2009)

Zu Niedeckens 60. Geburtstag, den er am 30. März 2011 mit etwa 500 Gästen auf einem Rheinschiff feierte, sendete der WDR die Niedecken-Nacht sowie ein Porträt aus der Reihe Die Besten im Westen. Für November 2011 war der Start einer BAP-Tournee geplant. Wegen eines Schlaganfalls Niedeckens im November 2011 wurde der Tourneestart auf Anfang Mai 2012 verschoben.
Die Verleihung des Bundesverdienstordens 1. Klasse für sein gesellschaftliches und politisches Engagement wurde im Februar 2013 in Berlin nachgeholt. Im selben Jahr erschien sein viertes Soloalbum Zosamme alt, das im Dezember 2012 zusammen mit amerikanischen Musikern in Woodstock aufgenommen worden war. Das Album wurde von Julian Dawson produziert. Bei den Titeln handelt es sich um eine Zusammenstellung von Liedern, die er in den vergangenen zweieinhalb Jahrzehnten für seine Frau geschrieben hatte. Er wirkte auch an der deutschen Version des Benefiz-Songs Do They Know It’s Christmas von Band Aid 30 Germany mit, der im November 2014 Weltpremiere feierte. 2016 nahm er an der Vox-Sendung Sing meinen Song – Das Tauschkonzert teil.
Seit Juni 2017 ist er bei WDR 4 in der Sendereihe WDR 4 Songpoeten mit einer einstündigen Sendung vertreten, vornehmlich mit der Musik, die ihn geprägt hat, also von Bob Dylan, Neil Young, Leonard Cohen oder Bruce Springsteen. 2019 trat er bei Lieder auf Banz mit Werner Schmidbauer und Pippo Pollina auf. 2024 war er an der Neuaufnahme des Gundermann-und-Seilschafts-Albums Der 7te Samurai namens Samurai 30/7 beteiligt.

### Politisches und gesellschaftliches Engagement
Niedecken zeigt immer wieder politisches und gesellschaftliches Engagement. So war er 1992 einer der Initiatoren des Kölner Konzerts Arsch huh, Zäng ussenander gegen Rassismus und Fremdenhass. Für seine führende Rolle bei dieser Anti-Rassismus-Kampagne erhielt er 1998 das Bundesverdienstkreuz.
Seit 2004 ist Niedecken Sonderbotschafter der Hilfsaktion Gemeinsam für Afrika. Aus dieser Tätigkeit stammt auch das Lied Noh Gulu, das auf dem BAP-Album Radio Pandora zu hören ist. Er gründete gemeinsam mit der Kinderhilfsorganisation World Vision und seinem Freund, dem Unternehmer Manfred Hell, das Hilfsprogramm Rebound, das frühere Kindersoldaten in Uganda unterstützt. Deshalb übernahm Niedecken 2005 die Schirmherrschaft über die Ausstellung Kinder des Krieges mit Fotografien des Kölner Fotojournalisten Michael Bause und wurde Botschafter von World Vision Deutschland. Für dieses ehrenamtliche Engagement wurde er im Februar 2013 mit dem Verdienstorden der Bundesrepublik Deutschland ausgezeichnet.
Niedecken ist Mitglied des Kölner Bürgerkomitees alternative Ehrenbürgerschaft, das in Köln die Alternative Kölner Ehrenbürgerschaft vergibt, sowie des Kuratoriums der DFL Stiftung (ehemals Bundesliga-Stiftung). Unter anderem ist er als Off-Sprecher in einem TV-Spot der Stiftung für die Kampagne Integration gelingt spielend zu hören. Darüber hinaus war er Kuratoriumsmitglied der Kölner Kunsthochschule für Medien, an der seine Söhne studierten.
Mit einer Patenschaft unterstützt Niedecken seit 2012 das SchokoFair-Projekt der Montessori-Hauptschule Düsseldorf, welches sich seit Mitte 2010 gegen die Ausbeutung von Kindern in der Schokoladen-Produktion engagiert. Niedecken unterschrieb im Herbst 2013 als einer der Erstunterzeichner den von Alice Schwarzer in der von ihr herausgegebenen Zeitschrift Emma initiierten Appell gegen Prostitution.

### Privates

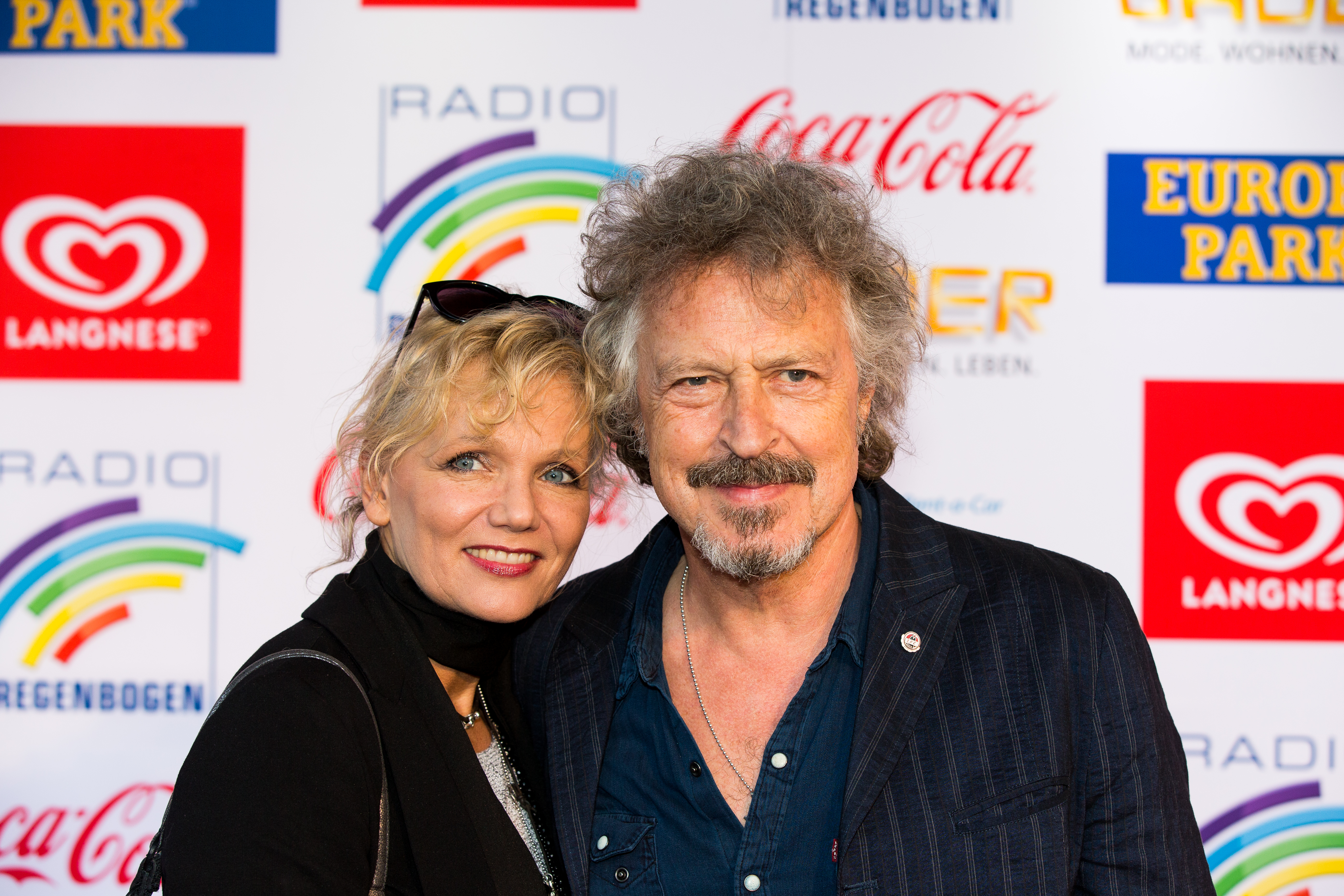
Wolfgang Niedecken mit seiner Ehefrau Tina, 2017

Aus der ersten Ehe (1983–1992) mit seiner Frau Carmen hat er zwei Söhne, aus der Ehe seit 1994 mit seiner Frau Tina zwei Töchter. Am 2. November 2011 erlitt er einen Schlaganfall, von dem er sich erholte.  Über den Umgang mit der Krankheit schrieb er in seinem 2013 erschienenen Buch Zugabe – Die Geschichte einer Rückkehr.

#### Missbrauch im Internat – Haltung zur katholischen Kirche
1990 erschien seine erste Autobiografie, in der er auch über eigene Erlebnisse und Misshandlungen im Internat berichtete. Er wiederholte diese Erzählungen in der Talkshow Maischberger in der ARD im September 2018 und sagte konkret, dass er von einem katholischen Pater nicht nur geprügelt, sondern auch sexuell missbraucht worden sei.
Niedecken ist aus der römisch-katholischen Amtskirche ausgetreten. Im Interview bezeichnete er sich als einen „Agnostiker mit Gottvertrauen“. Solange die katholische Kirche ihr System nicht von Grund auf ändere, inklusive Zölibat, würden ihr „die Menschen in Scharen weglaufen“. Und der „Alt-Männer-Verein“ im Vatikan wähne sich immer noch in Zeiten des Absolutismus. Niedecken sieht sich „in der Tradition der meisten Kölner, die, wenn vom Herrgott die Rede ist, ein bisschen strammer stehen“.

## Diskografie

### Studioalben
| Jahr | Titel                                          | Höchstplatzierung, Gesamtwochen, AuszeichnungChartplatzierungen (Jahr, Titel, Platzierungen, Wochen, Auszeichnungen, Anmerkungen) | Höchstplatzierung, Gesamtwochen, AuszeichnungChartplatzierungen (Jahr, Titel, Platzierungen, Wochen, Auszeichnungen, Anmerkungen) | Höchstplatzierung, Gesamtwochen, AuszeichnungChartplatzierungen (Jahr, Titel, Platzierungen, Wochen, Auszeichnungen, Anmerkungen) | Anmerkungen                                                  |
| Jahr | Titel                                          | DE | AT | CH | Anmerkungen                                                  |
| ---- | ---------------------------------------------- | --- | --- | --- | ------------------------------------------------------------ |
| 1987 | Schlagzeiten                                   | DE5 (20 Wo.)DE | AT28 (4 Wo.)AT | CH14 (4 Wo.)CH | Erstveröffentlichung: 1987                                   |
| 1995 | Leopardefell                                   | DE12 (15 Wo.)DE | — | CH48 (2 Wo.)CH | Erstveröffentlichung: 28. Februar 1995                       |
| 2004 | Niedecken Koeln                                | DE36 (2 Wo.)DE | — | — | Erstveröffentlichung: 18. Oktober 2004 mit WDR Big Band Köln |
| 2013 | Zosamme alt                                    | DE4 (6 Wo.)DE | AT57 (1 Wo.)AT | CH36 (1 Wo.)CH | Erstveröffentlichung: 13. September 2013                     |
| 2017 | Reinrassije Stroossekööter – Das Familienalbum | DE2 (6 Wo.)DE | — | CH67 (1 Wo.)CH | Erstveröffentlichung: 27. Oktober 2017                       |
| 2022 | Dylanreise                                     | DE8 (4 Wo.)DE | — | CH57 (2 Wo.)CH | Erstveröffentlichung: 25. März 2022                          |

### Singles
| Jahr | Titel Album                       | Höchstplatzierung, Gesamtwochen, AuszeichnungChartsChartplatzierungen (Jahr, Titel, Album, Platzierungen, Wochen, Auszeichnungen, Anmerkungen) | Anmerkungen                                                                 |
| Jahr | Titel Album                       | DE | Anmerkungen                                                                 |
| ---- | --------------------------------- | --- | --------------------------------------------------------------------------- |
| 1986 | Tschernobyl (Das letzte Signal) – | DE24 (10 Wo.)DE | Erstveröffentlichung: 26. Juni 1986 als Teil von Wolf Maahn & Unterstützung |
| 1987 | Maat et joot Schlagzeiten         | DE47 (8 Wo.)DE | Erstveröffentlichung: 1987                                                  |
| 1995 | Ich will dich Leopardefell        | DE80 (5 Wo.)DE | Erstveröffentlichung: 1995                                                  |
| 2003 | It’s So Easy C’mon                | DE92 (1 Wo.)DE | Erstveröffentlichung: 20. Oktober 2003 Sheryl Crow feat. Wolfgang Niedecken |

## Auszeichnungen

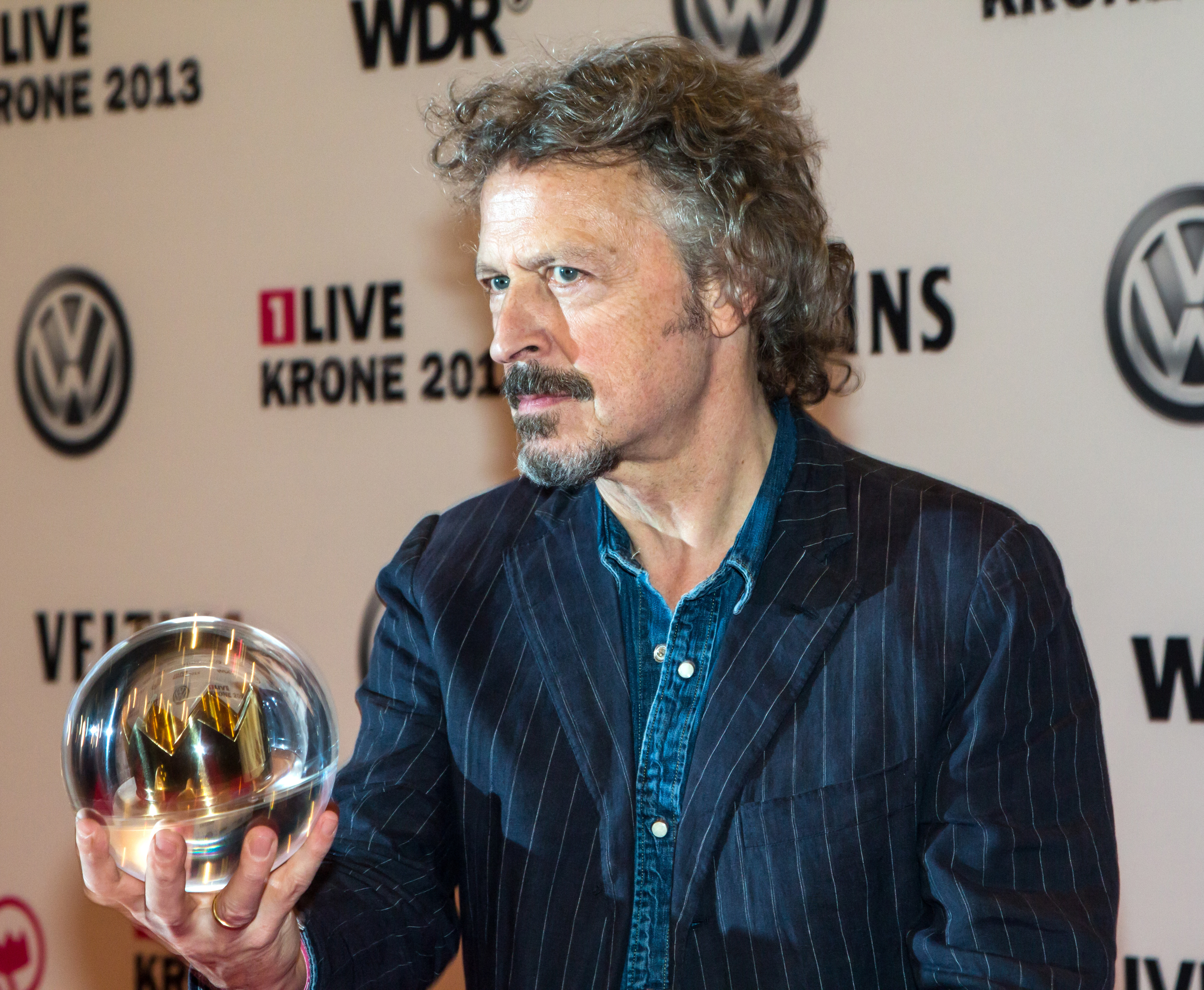
Niedecken mit der 1 Live Krone 2013

- 1995: Verdienstorden des Landes Nordrhein-Westfalen
- 1996: Frankfurter Musikpreis
- 1998: Verdienstkreuz am Bande der Bundesrepublik Deutschland
- 2007: Steiger Award
- 2008: Friedestrompreis des Rhein-Kreises Neuss
- 2011: Radio Regenbogen Award in der Kategorie Charity
- 2012: ECHO für das Lebenswerk[28]
- 2013: Verdienstkreuz 1. Klasse der Bundesrepublik Deutschland[13]
- 2013: Sonderpreis der 1 Live Krone des WDR
- 2015: Deutscher Musikautorenpreis für den Bereich Text Pop/Rock (Laudator Peter Brings)
- 2015: Großer Kulturpreis der Sparkassen-Kulturstiftung Rheinland
- 2016: Widerstandspreis der „Freunde der Räuberhöhle 2012“[29]
- 2017: Paul-Lincke-Ring[30]
- 2017: Internationaler Beethovenpreis für Menschenrechte, Frieden, Freiheit, Armutsbekämpfung und Inklusion
- 2023: Georg-Meistermann-Preis der Stiftung Stadt Wittlich[31]
- 2025: Mitglied der Nordrhein-Westfälischen Akademie der Wissenschaften und der Künste

## Ausstellungen (Auswahl)
- 1978: Kölnischer Kunstverein: Bilder auf Bestellung (mit Manfred „Schmal“ Boecker) in der Gruppenschau „Feldforschung“
- 1994: Kölnisches Stadtmuseum, Schloss Morsbroich in Leverkusen: Pissjääl & Kackbrung
- 2004: Spuren Retrospektive seiner Arbeiten als bildender Künstler; Kunst- und Ausstellungshalle der Bundesrepublik Deutschland, Bonn.

## Buchveröffentlichungen
- mit Matthias Immel und Patrick van Odijk: Auskunft. Kiepenheuer und Witsch, Köln 1990, ISBN 3-462-02072-2.
- Pissjääl & Kackbrung. Vom Umgang mit Material und Farbe. Steidl Verlag, Göttingen 1994, ISBN 3-88243-267-5.
- mit Teddy Hoersch: Verdamp Lang Her – Die Stories hinter den BAP-Songs; Kiepenheuer und Witsch, Köln 1999, ISBN 3-462-02805-7.
- mit Oliver Kobold: Für 'ne Moment. Autobiographie. Hoffmann & Campe, Hamburg 2011, ISBN 978-3-455-30699-6.
- Autobiografie, mit Oliver Kobold: Zugabe. Die Geschichte einer Rückkehr. Hoffmann und Campe, Hamburg 2013, ISBN 978-3-455-50302-9.
- Wolfgang Niedecken über Bob Dylan. Kiepenheuer & Witsch, Köln 2021, ISBN 978-3-462-00120-4 (KiWi Musikbibliothek Band 11).
- mit Eusebius Wirdeier, Fotos von Chargesheimer: Fotogeschichten Kölner Südstadt. Emons, Köln 2024, ISBN 978-3-7408-2008-4.